# Telnet
Telnet este un protocol de rețea care se folosește în Internet precum și în rețele de calculatoare tip LAN la comunicația textuală, bidirecțională și interactivă, bazată pe realizarea unei conexiuni virtuale cu stația de lucru destinatară. Datele ce urmează a fi transmise celeilalte stații de lucru sunt întâi întrețesute cu informațiile de control ale telnet-ului și apoi transmise împreună cu acestea, folosind nivelul de protocol „legătură de date” pe 8 biți al protocolului TCP.
Tot „telnet” se mai numesc și programele, în general simple, care implementează partea client a acestui protocol de rețea. Ele permit utilizatorului unei stații de lucru (numită atunci „locală”) să se conecteze virtual la alt computer sau stație de lucru din același LAN / WLAN sau și din Internet. La început este nevoie de o autentificare sau logon precum și de specificarea celeilalte stații de lucru din rețeaua cu care comunică. Apoi programul acceptă comenzi de tip command line interface (CLI) sau text, introduse local, însă pentru a accesa programe și servicii de pe computerul la distanță. Astfel de servicii sunt de exemplu poșta electronică, accesul la baze de date și alte fișiere etc. Computerul de la distanță poate fi de același gen, dar și total diferit de stația locală de lucru, necesitând atunci alte comenzi decât aceasta. 
Rezultatul, în formă de text, al fiecărei comenzi este apoi returnat calculatorului local, creându-se astfel impresia unei sesiuni de lucru direct pe calculatorul aflat la distanță.
Aplicații client de tip telnet există pentru aproape toate platformele de calcul actuale. Protocolul Telnet este suportat de cele mai multe dispozitive de rețea și sisteme de operare care dispun de o stivă de protocoale TCP. De exemplu Windows NT poate fi configurat de la distanță de pe alt calculator, chiar de tip diferit, dacă suportă și el Telnet și este legat printr-o rețea. Totuși, din cauza aspectelor legate de securitatea comunicației, Telnet a pierdut mult teren în favoarea protocolului SSH.
Protocolul Telnet a fost introdus în SUA în 1969 drept standardul RFC 15, apoi RFC 854, apoi IETF Internet Standard STD 8, unul din primele standarduri pentru Internet (IETF este abrevierea de la Internet Engineering Task Force).